# Mozarteum
La denominación Mozarteum se refiere indistintamente a una institución de enseñanza musical, a una orquesta, a una fundación y a una sala de conciertos, relacionadas entre sí, estando todas localizadas en la ciudad austríaca de Salzburgo, en memoria del más famoso de sus ciudadanos, uno de los más prolíficos compositores de la historia, Wolfgang Amadeus Mozart.

## La escuela profesional de música
La institución del Mozarteum, nacida en 1841 en Salzburgo, Austria, como escuela superior (Hochschule) de música, fue reconocida, en 1914, como conservatorio de derecho público. En el año 1939 se renombró Reichshochschule Mozarteum (Reichs = imperial). Después de 1945 fue otra vez reconocida como pública (Musikhochschule). En 1953, se convirtió en Akademie für Musik und darstellende Kunst „Mozarteum“ in Salzburg (darstellende Kunst = artes escénicas). En 1970, se volvió a denominar escuela superior, llamándose, Hochschule für Musik und darstellende Kunst „Mozarteum“ in Salzburg. Desde 1998, se llama Universität Mozarteum Salzburg.

## La orquesta
Así mismo se llama así a la Orquesta del Mozarteum de Salzburgo, cuyo primer precedente fue precisamente la Dommusikverein und Mozarteum (Asociación Musical de la Catedral y Mozarteum) que fue fundada en 1841, por iniciativa de Constanze Weber, la viuda de Mozart, con el propósito declarado de impulsar el “refinamiento del gusto musical en lo relacionado con la música sacra, así como con los conciertos”. A lo largo del siglo XIX los conciertos de la orquesta, oficialmente denominada Orquesta Mozarteum desde 1908, se fueron convirtiendo en lo que hoy son, uno de los más importantes referentes de la intensa vida musical salzburguesa. Desde otoño de 2004, Ivor Bolton es su director titular.

## La fundación
La Internationale Stiftung Mozarteum (Fundación Internacional Mozarteum), asociada a la Universidad del mismo nombre, conserva memorabilia de Mozart, gestiona la biblioteca sobre Mozart (la Bibliotheca Mozartiana), el lugar de nacimiento del compositor y otros puntos de interés relacionados con su vida en Salzburgo. La Fundación promueve cada año el Mozart Woche Festival (“Festival Semanal Mozart”) en el que se interpretan obras del compositor, coincidiendo con los aledaños del aniversario de su nacimiento, el 27 de enero. Está reconocido como uno de los acontecimientos musicales del panorama de conciertos anual europeo. Además, la Fundación promueve alrededor de otras veinte actividades musicales a lo largo del año.

## La sala de conciertos
La sala de conciertos Mozarteum es una pequeña sala que mantiene la Fundación y que fue construida entre 1910 y 1914 por el arquitecto de Múnich Richard Berndl. Es una de las salas en las que se desarrolla el Festival de Salzburgo.